# Linh Hựu quán
Linh Hựu quán (chữ Hán: 靈祐觀) trước đây toạ lạc tại phường Ân Thạnh (sau đổi thành Tây Linh), phía bắc sông Ngự Hà, phía tây Trấn Bình đài (Mang Cá) trong Kinh thành Huế, Việt Nam. Sau năm 1886, quán này đã bị phá bỏ.

## Giới thiệu sơ lược
Mặc dù rất quan tâm đến đạo Nho, nhưng các vua Nguyễn cũng không thể phủ nhận đạo Phật và đạo Lão. Do đó, ngoài việc lập Văn Thánh thờ Khổng Tử, các vị ấy còn cho sửa sang nhiều ngôi quốc tự để thờ Phật, xây dựng quán để thờ Lão Tử. Song, Văn Thánh và chùa thờ Phật được dựng ở nhiều địa phương trong cả nước, riêng Linh Hựu quán thờ Lão Tử thì chỉ có ở Kinh đô Huế và chỉ có một mà thôi. Các pháp sư, đạo sĩ làm việc ở quán đều do triều đình bổ nhiệm và cấp bổng lộc .
Vị trí, tầm vóc và cảnh quang của Linh Hựu quán đã được miêu tả trong tập "Kinh sư" của bộ Đại Nam nhất thống chí của Quốc sử quán triều Nguyễn như sau:
Linh Hựu quán ở phường Ân Thịnh về phía Bắc Ngự Hà trong kinh thành, dựng từ năm Minh Mạng thứ 10 (1829), giữa là điện Trùng Tiêu, phía tả là gác Từ Vân, phía hữu là gác Tường Quang, phía trước là cửa Tam Quan, lại trước mặt trông ra Ngự Hà dựng cửa Linh Tinh. Năm Thiệu Trị thứ 3, tập thơ Thánh chế vịnh 20 cảnh thần kinh có một bài đầu đề là: Linh quán khánh vận (Tiếng khánh ở quán Linh Hựu), khắc vào bia và dựng nhà bia ở phía tả cửa quán 

## Lịch sử
Linh Hựu quán được dựng từ năm Minh Mạng thứ 10 (1829). Sau Trận Kinh thành Huế 1885, quân đội Pháp đánh chiếm khu vực quán tọa lạc và một số công trình khác của triều đình. Lúc bấy giờ, một đội bộ binh Pháp đến đóng ở quán, và họ gọi quán này là Pagode des chasseurs .
Đến năm 1886, Toàn quyền Paul Bert với sự tham mưu của Trương Vĩnh Ký lại ép triều Đồng Khánh nhượng tiếp khu đất nằm giữa Trấn Bình đài và Linh Hựu quán để thực dân Pháp xây dựng thêm doanh trại, đồn bót, nhà thương, kho hậu cần...Vì thế, quán bị phá bỏ. 
Lúc bấy giờ có một số dân theo đạo Thiên Chúa ở thôn Cự Lại (vùng Thuận An) lên sinh sống chung quanh doanh trại Pháp ở khu Mang Cá. Lấy lý do giúp đỡ những giáo dân nầy về mặt tôn giáo, linh mục Eugène Marie - Joseph Allys (1852-1936) xin cất một nhà thờ trên đất Linh Hựu quán để giáo dân "có nơi đọc kinh sớm tối, lễ lạc Chúa nhật". Nhưng vì luật lệ của Triều đình cấm xây dựng nhà thờ Thiên Chúa giáo trong Kinh thành nên chuyện không thành.
Về sau dưới triều Thành Thái - Duy Tân, do sự vận động của Thượng thị vệ Ngô Đình Khả (1857-1923), một nhà thờ Thiên Chúa giáo được xây dựng trên phần đất của Linh Hựu quán. Theo sách Nhân vật giáo phận Huế (tập 1), nhà thờ ấy "chỉ được lợp tranh tre" mà thôi .
Sau ngày quân Pháp trở lại xâm chiếm Việt Nam lần thứ hai, năm 1950, nhà thờ trên được cải tạo và nâng cấp lên thành nhà thờ họ đạo Cầu Kho.
Dưới thời Tổng thống Ngô Đình Diệm, nhà thờ họ đạo này được triệt phá để xây dựng trường Trung học tư thục Tín Đức (ngày nay là Trường THCS Thuận Lộc) do dòng La San quản nhiệm. Năm 1962, một nhà thờ mới được xây dựng cũng nằm trên đất của Linh Hựu quán nhưng tại một vị trí khác, quay mặt ra đường Thái Phiên thay thế nhà thờ cũ, và lấy tên là nhà thờ Tây Linh (tức nhà thờ Tây Linh thuộc phường Thuận Lộc ngày nay) .

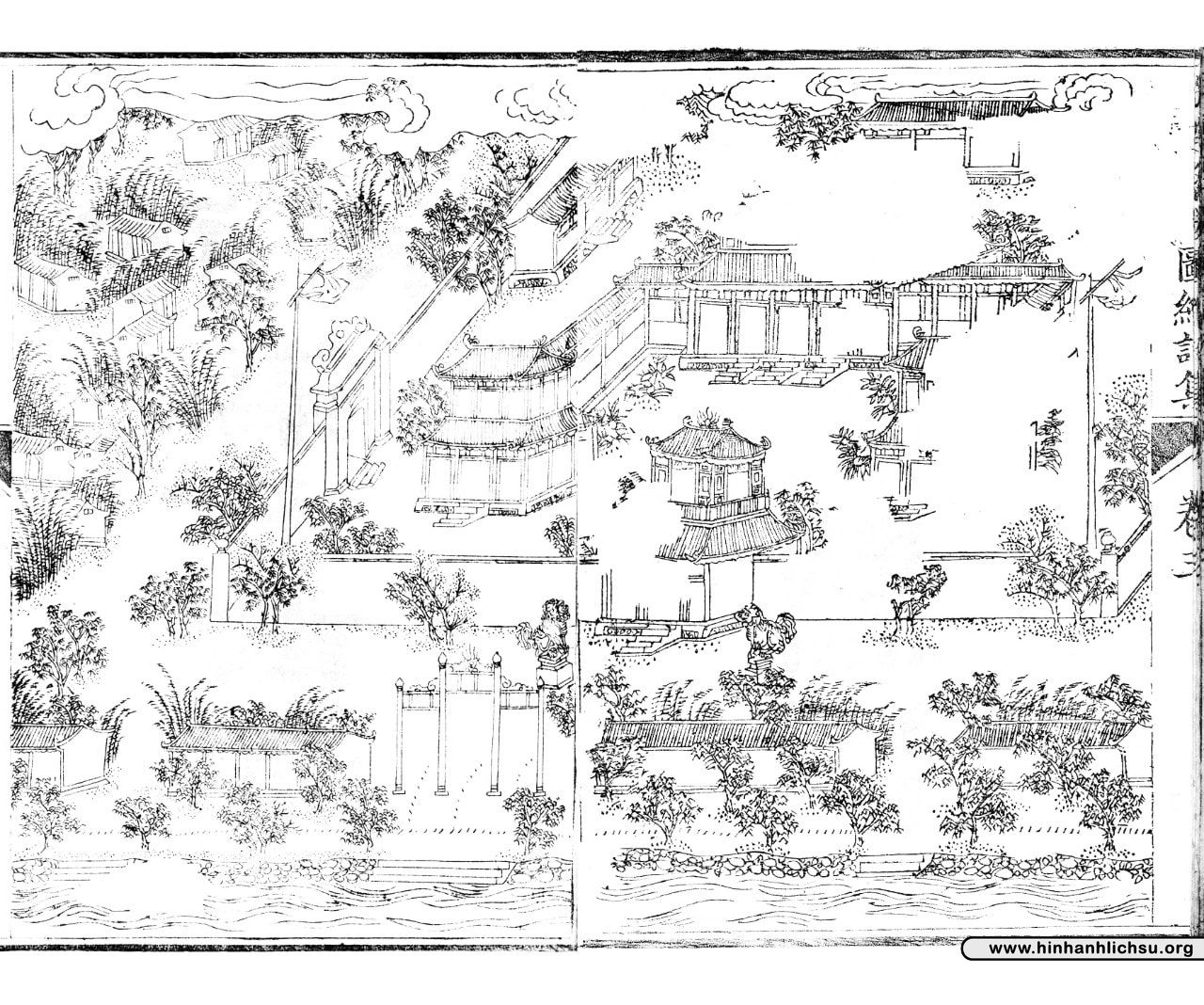
Cảnh quán Linh Hựu trong Kinh thành Huế trong chùm thơ Thần kinh nhị thập cảnh

## Kiến trúc
Xem tranh khắc minh hoạ trong Ngự Đề Danh Thắng Đồ Hội Thi Tập của vua Thiệu Trị, thì thấy Linh Hựu quán có điện Trùng Tiêu gồm 5 gian nằm ở chính giữa, bên trái có gác Từ Vân, bên phải có gác Tường Quang, mặt trước có cửa Tam quan.
Hai bên điện Trùng Tiêu có hai dãy hành lang, mỗi bên dài 5 gian nối với hai gác Từ Vân và Tường Quang. Hai gác nầy có kiến trúc giống nhau, tầng dưới một gian hai chái, tầng trên một gian. Trước quán là Tam quan ba gian, có vọng lâu xinh xắn, hướng ra sông Ngự Hà .